# Bailliage d'Épinal
Le bailliage d’Épinal est une ancienne entité administrative du duché puis de la province de Lorraine, entourant le chef-lieu d’Épinal.

## Géographie
Il faisait frontière avec les bailliages de Remiremont et de Darney au sud et a l'ouest, ainsi qu'avec celui de Châtel au Nord et celui de Bruyères à l'Est. 
L'étendue de ce bailliage était a peu près identique aux bailliages de Charmes et de Châtel. La rivière de la Moselle y coulait du sud-est au nord.

## Histoire
Il était entièrement rattaché au diocèse de Saint-Dié et régi par les coutumes générales du bailliage d'Épinal, coutumes qui furent homologuées le 22 septembre 1605, imprimées à Nancy en 1607 et réimprimées en 1761.

## Composition
Communautés qui composaient le bailliage d'Épinal en 1779 :
- Épinal (et ses dépendances)
- La Baffe (Mairie de)
- Bult
- Chavelot (et la grange de la Surie)
- Deyviller (et la cense de Mussifontaine)
- Dignonville
- Dognéville
- Domêvre-sur-Avière
- Giremont, le moulin d'Oblange (et autres dépendances)
- Golbey
- St. Gorgon
- Ste. Hélène
- Igney
- Jussey (et la cense de Fayoux)
- Longchamp-lès-Épinal
- Palgney-sur-d'Urbion
- Sercœur
- Thaon
- Vassoncourt
- Vaudeville-lès-Longchamp
- Villoncourt
- Vomécourt-lès-Remberviller
- Zincourt

## Source
- M. Durival, Description de la Lorraine et du Barrois, Tome second, 1779.